# Nicolas Gosse
François Nicolas-Louis Gosse, noto semplicemente come Nicolas Gosse (Parigi, 2 ottobre 1787 – Soncourt-sur-Marne, 9 febbraio 1878), è stato un pittore francese.

## Biografia

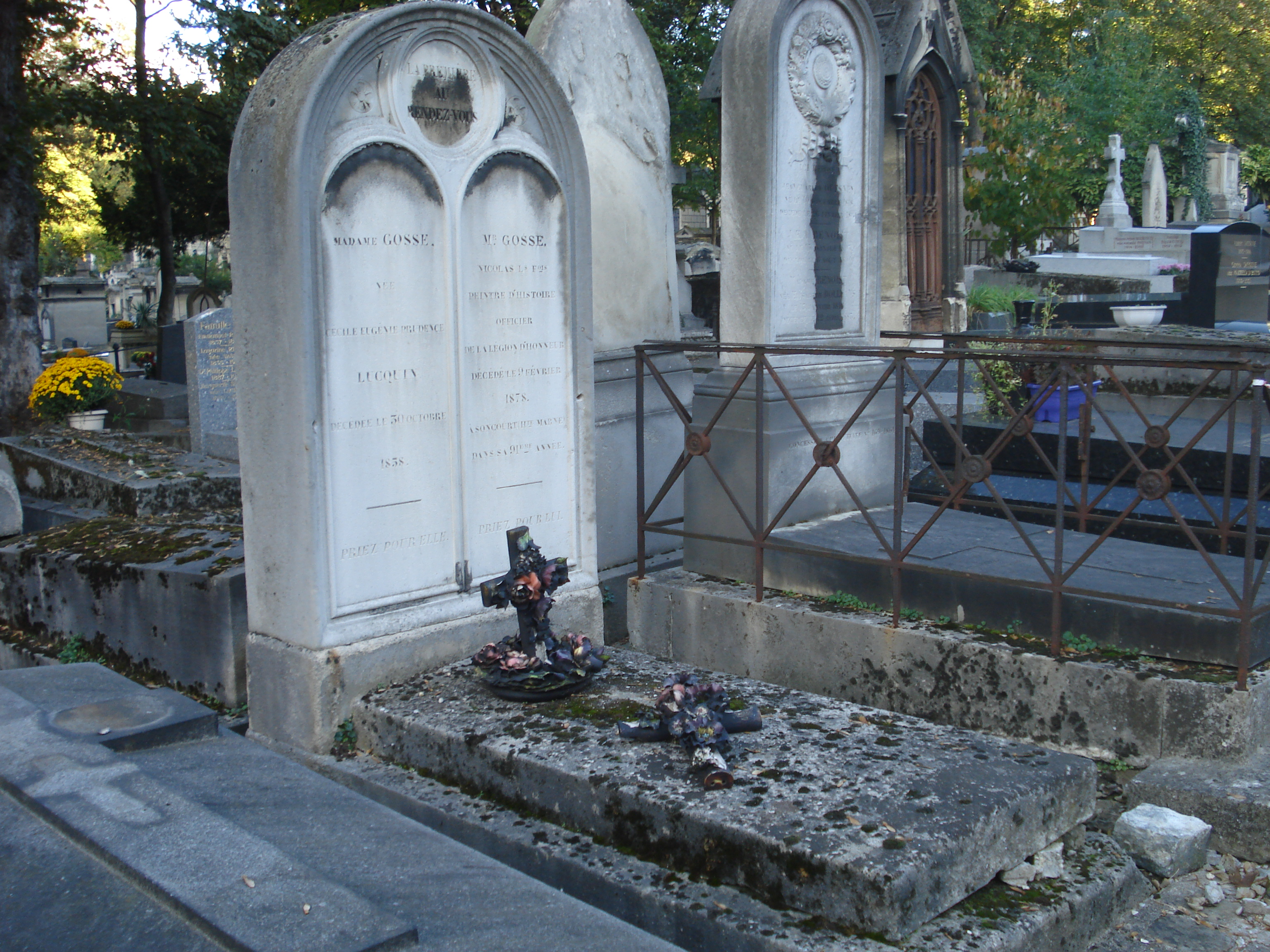
La tomba di Nicolas Gosse, al cimitero di Montmartre, a Parigi

Era il figlio di Noël-François Gosse e di Marie Leclerc. Sposò Cécile-Eugénie-Prudence Lucquin. Fu uno studente di François-André Vincent, che gli insegnò l'arte del disegno preciso, del tocco brillante e delle tonalità contrastanti.
I soggetti di genere troubadour, che inviò al Salone dal 1808 al 1870, rivelano un ingegno nella creazione della composizione teatrale, come confermano le scene dell'epopea napoleonica e quelle dei regni di Carlo X e di Luigi Filippo (alla galleria storica di Versailles). Egli ottenne una medaglia di terza classe nel 1819, quindi una di seconda classe nel 1824. Nel 1828 venne nominato cavaliere dell'ordine nazionale della Legion d'onore; in seguito venne promosso a ufficiale nel 1870.
Gosse era lo zio del pittore Émile Bin (1825-1897), che fu un suo studente. Morì nel 1878 e venne sepolto al cimitero di Montmartre con la sua consorte Cécile Lucquin, morta a Parigi il 30 ottobre del 1858.

### Omaggi
- François-Joseph Heim, Charles X distribuant des récompenses aux artistes exposants du salon de 1824 au Louvre le 15 janvier 1825, 1827, Museo del Louvre - Nicolas Gosse è uno degli artisti ritratti.
- Portrait sérieux du peintre Louis-François-Nicolas Gosse (1787-1878), busto in terracotta di Jean-Pierre Dantan (detto Dantan il Giovane), 1856, Museo Carnavalet.
- Portrait-charge de Louis-François-Nicolas Gosse (1787-1878), peintre d'histoire, busto di terracotta di Jean Pierre Dantan (detto Dantan il Giovane), 1856, Museo Carnavalet[3]
- Nicolas Louis François Gosse - Peintre français, fotografia, stampa all'albumina a partire da un negativo su vetro, montato su carta, di Pierre Petit, vers 1865, museo d'Orsay[4]

## Opere

### Nelle collezioni pubbliche

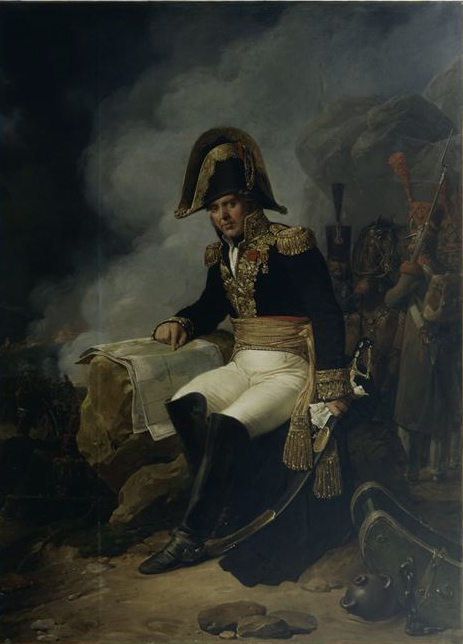
Le général Bernard-Georges-François Frère (1764-1826), 1808, Musée de l'Armée

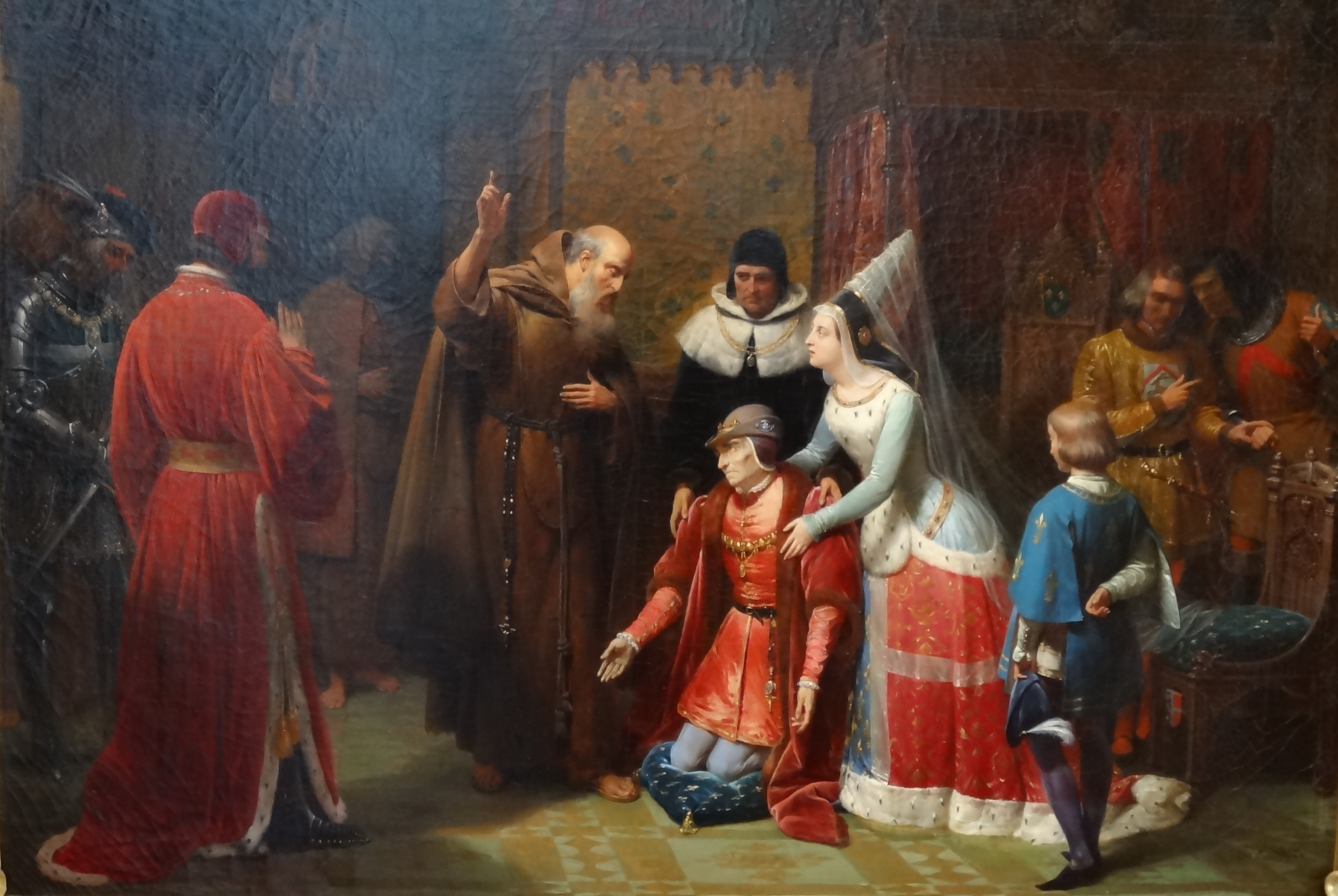
Louis XI au pied de saint François de Paule, 1843, Museo del Louvre

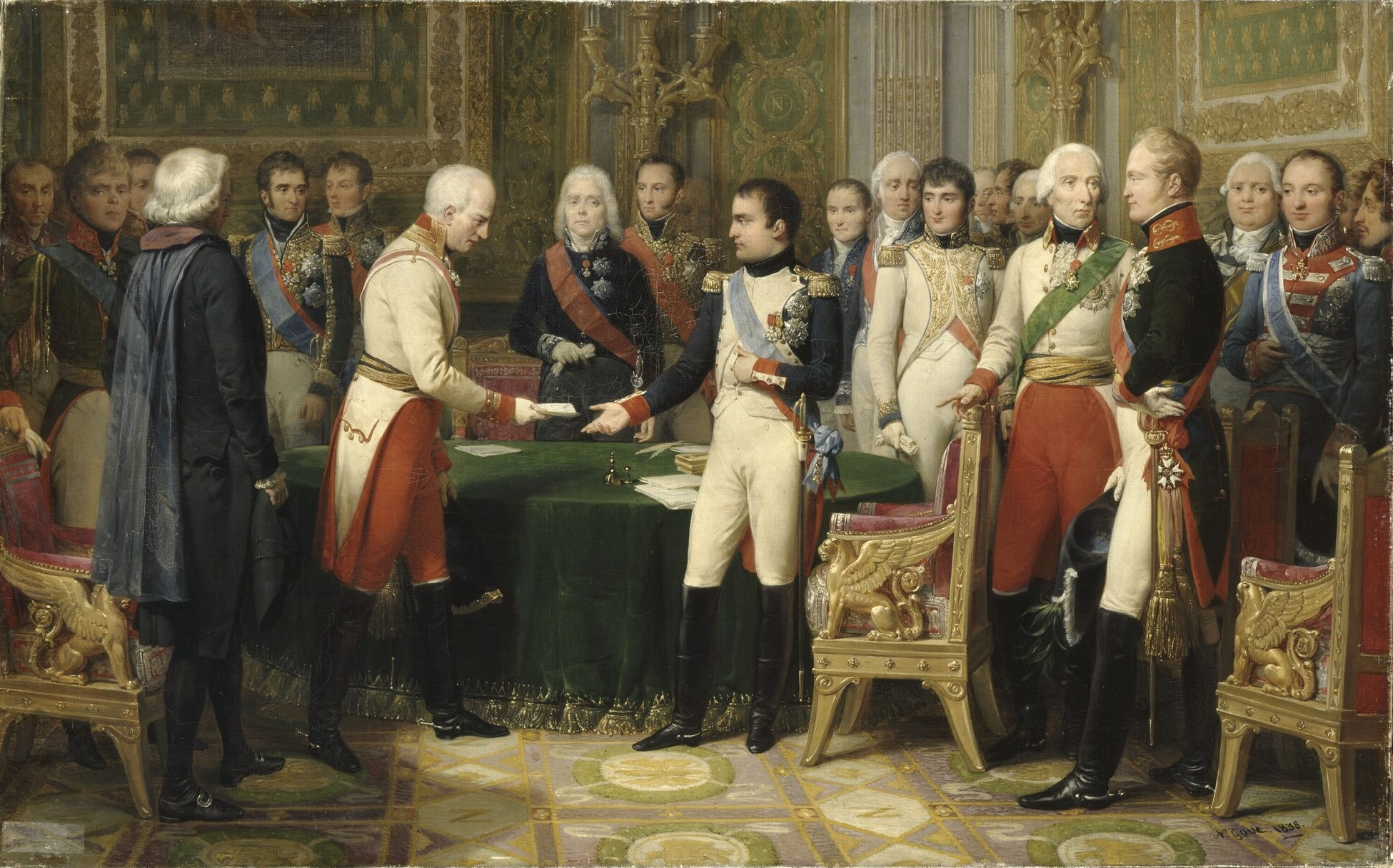
L'entrevue d'Erfurt, 27 septembre - 14 octobre 1808, 1838, Versailles

- Beauvais, museo di Beauvais (in deposito): Liberté, Égalité, Fraternité ou l'esclavage affranchi, quadro allegorico della Repubblica francese (personificazione dei tre grandi principi proclamati nel 1848).[5][6][7]
- Bordeaux, museo di Belle Arti: Portrait d'homme avec petite fille, 1866.[8]
- Digione, museo Magnin, Portrait du Dr Lachaise en costume turc (1797-vers 1870), 1825.
- Dreux, museo d'arte e storia, Portrait de Louis-Philippe à cheval, olio su tela, 1831.
- Lisieux, museo d'arte e storia, Jean Le Hennuyer, évêque de Lisieux, sauve la vie aux protestants de son diocèse, 1834.
- Mâcon, museo delle Orsoline: Portrait posthume de Charles de Nonjon, vicomte d'Yversay (1800-1830), 1837.[9]
- Nauplia (Grecia), Pinacoteca nazionale: La bataille de l'acropole, olio su tela, 1827.
- Parigi,
  - chiesa di San Nicola del Chardonnet:
    - La Vergine trionfante;
    - Presentazione della Vergine al Tempio;
    - Sposalizio della Vergine, sant'Anna e san Gioacchino (1860).

  - chiesa di Santo Stefano del Monte: Ex-voto, esposto al Salone del 1808.[10]
  - Cirque d'hiver: con Félix-Joseph Barrias, decorò l'edificio della storia dei giochi, 1852.[11]
  - école des Mines de Paris:
    - Portrait de Horace Bénédicte de Saussure, olio su tela, 1842;
    - Portrait de René Just Haüy, olio su tela, 1843;
    - Portrait de Dieudonné dit Déodat, Gratet de Dolomieu, olio su tela, 1843.[12][13]

  - musée de l'Armée (Invalides):
    - Le général Bernard-Georges-François Frère (1764-1826), olio su tela, 230 × 170 cm, 1808.

  - museo Carnavalet:
    - Portrait présumé de François de Boissy d'Anglas (1756-1826), homme politique, 1831;[14]
    - La reine Marie-Amélie, accompagnée de Madame Adélaïde, des princesses Louise et Marie et du prince de Joinville, visite les blessés de Juillet à l'ambulance de la Bourse, sous la conduite du docteur Guillon, le 25 août 1830, 1832.[15][16]

  - museo del Louvre:
    - sala 644, con Auguste Vinchon, Huit scènes de la vie antique, grisaglie, 65 × 55 cm, 1827;[17][18][19]
    - sala 647, con Auguste Vinchon, Huit scènes homériques, grisaglie, 65 × 55 cm, 1827;[20]
    - sala 648, con Auguste Vinchon, angoli degli archi, Onze scènes de la vie civile des anciens, olio su tela, 65 × 55 cm, 1827;
    - sala 649, con Auguste Vinchon, Huit scènes homériques, grisaglie, 65 × 55 cm, 1827;[21]
    - sala Percier (sala 706), plafonds, L'Europe civilisée par les Sciences, les Arts et les Lettres et Les Arts rendent hommage à la Concorde, medaglioni che imitano dei bassorilievi, 1831 e 1833;[22]
    - François-Alexandre Fromont, olio su tela, 65 × 55 cm, 1829;[23][24]
    - Ex-voto à sainte Geneviève (Sainte Geneviève protégeant la France), 218 × 132 cm, 1854;
    - Napoléon III visitant le chantier du nouveau Louvre, olio su tela, 34 × 44 cm, 1854;[25][26]
    - Louis XI aux pieds de Saint François de Paul, 64 × 88 cm, 1843.[27][28]

  - Petit Palais:
    - Schizzo per la chiesa di San Nicola del Chardonnet: La Vergine trionfante, olio su tela, 1857;[29]
    - Schizzo per la chiesa di San Nicola del Chardonnet: Sposalizio della Vergine, 1857;[30]
    - Schizzo per la chiesa di San Nicola del Chardonnet: Presentazione della Vergine al Tempio, 1857.[31][32]

  - Sorbona:
    - La théologie; Les sciences; Les lettres, tre dipinti che fanno parte della decorazione dell'anfiteatro costruito dall'abate Nicolle nel 1823. Questo anfiteatro venne adoperato fino al 1889 e scomparve nel 1893, assieme ai dipinti;[33][34]
    - Ridipinture nella cupola della chiesa di Jacques Lemercier, 1825.[35]

- Reims, palazzo del Tau, Réception des chevaliers du Saint-Esprit lors du sacre de Charles X. Commissione di Luigi Filippo alla fine del suo regno.
- Rennes, palazzo di giustizia: un grande soffitto ritraente La Justice et les Vertus, fiancheggiato da quattro pennacchi: la Paix, la Clémence, l'Éloquence, et l'Histoire.
- Strasburgo, museo di Belle Arti (deposito del museo nazionale della reggia di Versailles): Louis-Georges-Erasme, marquis de Contades, maréchal de France (1704-1775), 1835.[36]
- Valenciennes, museo di Belle Arti: Napoléon reçoit à Erfurt l'Ambassadeur d'Autriche en 1808, 1838.[37]
- Vannes, cattedrale, (transetto nord):
  - La Charité, 1842;[38]
  - La Mort de saint Vincent Ferrier à Vannes en 1419, 1845.[39][40]
- Versailles, museo nazionale della reggia di Versailles e di Trianon:
  - Louis-Philippe Ier refuse la couronne offerte par le Congrès belge au duc de Nemours, le 17 février 1831, 1836;[41]
  - La reine Marie-Amélie et la famille royale visitent les blessés, 25 août 1830, 1832;[42][43][44]
  - Napoléon reçoit la reine de Prusse à Tilsitt, 6 juillet 1807, 1837;[45]
  - Napoléon reçoit à Erfurt l'ambassadeur d'Autriche, octobre 1808, 1838;[46][47]
  - Le roi Charles X se rendant à l'église Notre-Dame, 27 septembre 1824, 1840;[48]
  - Représentation de Richard Cœur de Lion, septembre 1843.[49][50]